# Sei Fuwa
Sei Fuwa var en japansk fodboldspiller. Han var en del af den japanske trup ved Sommer-OL 1936.